# Доротея Саксен-Кобург-Готская
Доротея Мария Генриетта Августа Луиза Саксен-Кобург-Готская (30 апреля 1881 — 21 января 1967) — принцесса Саксен-Кобург-Готская по праву рождения, герцогиня Шлезвиг-Гольштейнская в браке с герцогом Шлезвиг-Гольштейнским Эрнстом Гюнтером.

## Биография
Доротея была единственной дочерью принца Филиппа Саксен-Кобург-Готского и принцессы Луизы Бельгийской.
2 августа 1898 года в Кобурге Доротея вышла замуж за Эрнста Гюнтера, третьего сына и пятого ребёнка принца Фридриха VIII Шлезвиг-Гольштейнского и принцессы Адельгейды Гогенлоэ-Лангенбургской. У Доротеи и Эрнста Гюнтера не было детей.
В 1920 году они взяли на воспитание принцессу Марию Луизу (1908—1969) и принца Иоганна Георга из Шлезвиг-Гольштейн-Зондербург-Глюксбургских (1911—1941), детей принца Альбрехта Шлезвиг-Гольштейн-Зондербург-Глюксбургского и его жены графини Ортруды. Мария Луиза и Иоганн Георг были внуками Фридриха, герцога Шлезвиг-Гольштейн-Зондербург-Глюксбургского, старшего брата короля Дании Кристиана IX.

## Титулы
- 30 апреля 1881 — 2 августа 1898: Её Высочество Принцесса Доротея Саксен-Кобург-Готская, Герцогиня Саксонская
- 2 августа 1898 — 22 февраля 1921: Её Высочество Герцогиня Шлезвиг-Гольштейнская
- 22 февраля 1921 — 21 января 1967: Её Высочество Вдовствующая Герцогиня Шлезвиг-Гольштейнская